# Ричардсон, Льюис Фрай
Льюис Фрай Ричардсон (англ. Lewis Fry Richardson; 11 октября 1881 года — 30 сентября 1953 года) — английский математик, физик, метеоролог, психолог и пацифист, впервые применивший современные математические методы прогнозирования погоды и приложения подобных методов для изучения причин возникновения войн и их предотвращения. Он отмечен также за его новаторскую работу по фракталам и за метод решения систем линейных уравнений, известных как модифицированные итерации Ричардсона.

## Биография
Льюис Фрай Ричардсон был самым младшим из семи детей у Кетрин Фрай (1838—1919) и Дэвида Ричардсона (1835—1913). Они были процветающей семьёй квакеров, Дэвид Ричардсон успешно вёл бизнес по производству и дублению кожи.
- В 12 лет он был отправлен в квакерскую школу-интернат Бутэм, где он получил прекрасное образование, которое вызвало активный интерес в естественной истории. В 1898 году он поступил в Даремский колледж Наук (колледж Даремского Университета), где он проходил курсы математической физики, химии, ботаники и зоологии. Два года спустя он получил стипендию для поступления в Королевский колледж (Кембридж), который он окончил в 1903 году с отличием в естественных науках. В 47 лет он получил докторскую степень по психологии из Университета Лондона.
- В 1909 году он женился на Дороти Гарнетт (1885—1956), дочери математика и физика Уильяма Гарнетта. Они не могли иметь детей из-за несовместимости в крови, но усыновили двух мальчиков и удочерили девочку в период с 1920 по 1927 год.
- В 1914 году, когда началась Первая мировая война, Ричардсон работал в метеорологическом кабинете в качестве управляющего Обсерватории Эскдаламвайр (англ. Eskdalemuir). В соответствии со своими убеждениями Квакера Ричардсон отказался от военной службы по соображениям совести. Однако это не означало, что Ричардсон не участвовал в войне. В 1916—1919 годах он служил при отделении скорой помощи друга, которая была прикреплен к 16-й французской пехотной дивизии[2].
- Ральф Ричардсон, племянник Ричардсона, стал знаменитым актёром.

## Карьера
Трудовая жизнь Ричардсона, отражала его эклектичные интересы:
- Национальная физическая лаборатория, Великобритания (1903—1904).
- Университет Уэльса, Аберистуит (1905—1906).
- Химик, национальная торфяная промышленность (1906—1907).
- Национальная физическая лаборатория, Великобритания (1907—1909).
- Управляющий физической и химической лабораторий, Санбим-Лэмп-Компани, Великобритания (1909—1912).
- Технологический колледж, Манчестер (1912—1913).
- Метеорологическое управление — в качестве суперинтенданта обсерватории Эскдалемюр (1913—1916).
- «Полевой госпиталь друзей» во Франции (1916—1919).
- Метеорологическое управление в Бенсон, графство Оксфорд (1919—1920).
- Декан физического факультета в Вестминистерском педагогическом колледже, Лондон (1920—1929).
- Ректор Технического колледжа Пэйсли (1929—1940), сейчас это отделение Университета западной Шотландии.

В 1926 году он был избран членом Лондонского Королевского Общества.

## Патент на эхолокацию айсбергов
В апреле 1912 года, вскоре после крушения «Титаника», Ричардсон подал патент на обнаружение айсбергов с использованием акустической эхолокации в воздухе. Месяц спустя он подал аналогичный патент на акустическую эхолокацию в воде, предваряя изобретение сонара Полем Ланжевеном и Робертом Уильямом Бойлем 6 лет спустя.

## Память
В его честь названа Медаль Льюиса Фрая Ричардсона.